# Amphorophora filipendulae
Amphorophora filipendulae är en insektsart. Amphorophora filipendulae ingår i släktet Amphorophora och familjen långrörsbladlöss. Inga underarter finns listade i Catalogue of Life.